# Harald V
Harald V, né le 21 février 1937 à Asker, issu de la maison de Glücksbourg, est l'actuel roi de Norvège depuis le 17 janvier 1991.
Harald est le troisième enfant et seul fils du roi Olav V et de la princesse Märtha de Suède. Il est deuxième dans l'ordre de succession au trône norvégien au moment de sa naissance, après son père. En 1940, lors de l’occupation de la Norvège par l’Allemagne au cours de la Seconde Guerre mondiale, la famille royale s’est exilée. Harald passe une partie de son enfance en Suède et aux États-Unis d’Amérique. Il retourne en Norvège en 1945 et, par la suite, étudie à l’université d'Oslo, à l’Académie militaire norvégienne et au Balliol College de l’université d’Oxford.
En 1957, à la mort de son grand-père, le roi Haakon VII, Harald devient prince héritier. Fervent sportif, il représente la Norvège à la voile lors des Jeux olympiques de 1964, de 1968 et de 1972, et devient plus tard parrain de la Fédération internationale de voile.
Harald épouse Sonja Haraldsen en 1968. Cependant, leur relation est controversée en raison de son statut de roturière. Le couple a deux enfants, Märtha et Haakon. Harald accède au trône à la mort de son père en 1991 et Haakon devient prince héritier.

## Biographie

### Jeunesse

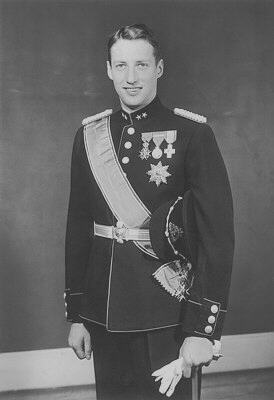
Harald en 1959, lorsqu'il était prince héritier.

Le prince Harald de Norvège naît le 21 février 1937 à la résidence royale de Skaugum, près d’Oslo, fils du prince héritier Olav et de la princesse Märtha de Suède. Il est le troisième enfant de ses parents après ses sœurs les princesses Ragnhild et Astrid. Apparenté aux familles royales suédoise, danoise, britannique et belge ainsi qu'à la famille grand-ducale luxembourgeoise, Harald est le neveu de la reine des Belges Astrid, sœur de la princesse Martha.
Né sur le sol norvégien, ce qui ne s'était pas produit depuis Olav IV, en 1370,,, il vit à Washington avec sa mère et ses deux sœurs pendant la Seconde Guerre mondiale.
En 1945, alors âgé de huit ans, il retourne en Norvège avec sa famille. Il poursuit ses études secondaires à l'école de la cathédrale d'Oslo. À l’automne 1955, il commence des études à l’université d'Oslo, puis s’engage à l’Académie militaire norvégienne, d’où il ressort diplômé en 1959.

### Prince héritier de Norvège
À la mort de son grand-père, Haakon VII, le 21 septembre 1957, son père monte sur le trône sous le nom d'Olav V et Harald devient à 20 ans le nouveau prince héritier.
En 1960, il entre au Balliol College de l’université d'Oxford au Royaume-Uni, année où il fait son premier voyage officiel, en l’occurrence aux États-Unis. Navigateur acharné, le prince héritier représente la Norvège dans plusieurs compétitions de yachting aux Jeux olympiques. Il est même le porte-drapeau de la délégation norvégienne aux Jeux olympiques d'été de 1964 à Tokyo.

### Roi de Norvège
Le roi Olav V s'éteint le 17 janvier 1991 à l'âge de 87 ans. Le prince héritier Harald, à 54 ans, succède à son père et devient le nouveau roi de Norvège, sous le nom de Harald V. Il reçoit la bénédiction royale le 23 juin 1991.
Comme ses prédécesseurs, il remet chaque année le diplôme officiel au prix Nobel de la paix et, depuis sa création en 2003, celui du prix Abel, récompensant un mathématicien.
Atteint d’un cancer de la vessie, il est opéré le 8 décembre 2003. Pendant sa convalescence, son fils, le prince héritier Haakon assure la régence jusqu'au 13 avril 2004, date à laquelle le roi reprend ses devoirs constitutionnels. Le 1er avril 2005, il est cette fois-ci opéré d’une sténose aortique. À nouveau, son fils assure la régence jusqu'au 7 juin suivant.
Le 20 décembre 2019, il se retrouve dans l'incapacité de régner, et son fils devient régent. Il est de nouveau hospitalisé le 8 janvier 2020 à Oslo. Le 3 octobre 2020, en raison d'un nouveau séjour à l'hôpital, le roi ne préside pas à l'ouverture solennelle de la session du  Parlement pour la première fois de son règne. Il est remplacé par son fils, accompagné de la reine Sonja.
Le roi Harald V et son épouse sont vaccinés contre la Covid-19 début janvier 2021, étant tous les deux considérés comme des personnes présentant un risque de développer une forme potentiellement grave de la maladie. Le roi fête le 30e anniversaire de son règne le 17 janvier 2021.
Le 2 mars 2024, en vacances en Malaisie, il est hospitalisé pour une infection et se fait poser un stimulateur cardiaque en raison de la faiblesse de son rythme cardiaque. Son fils, le prince hériter prête serment comme régent en l'absence du roi.
Après lui, le prince héritier Haakon devrait lui succéder sur le trône, et ainsi devenir le roi Haakon VIII.

## Succession au trône britannique

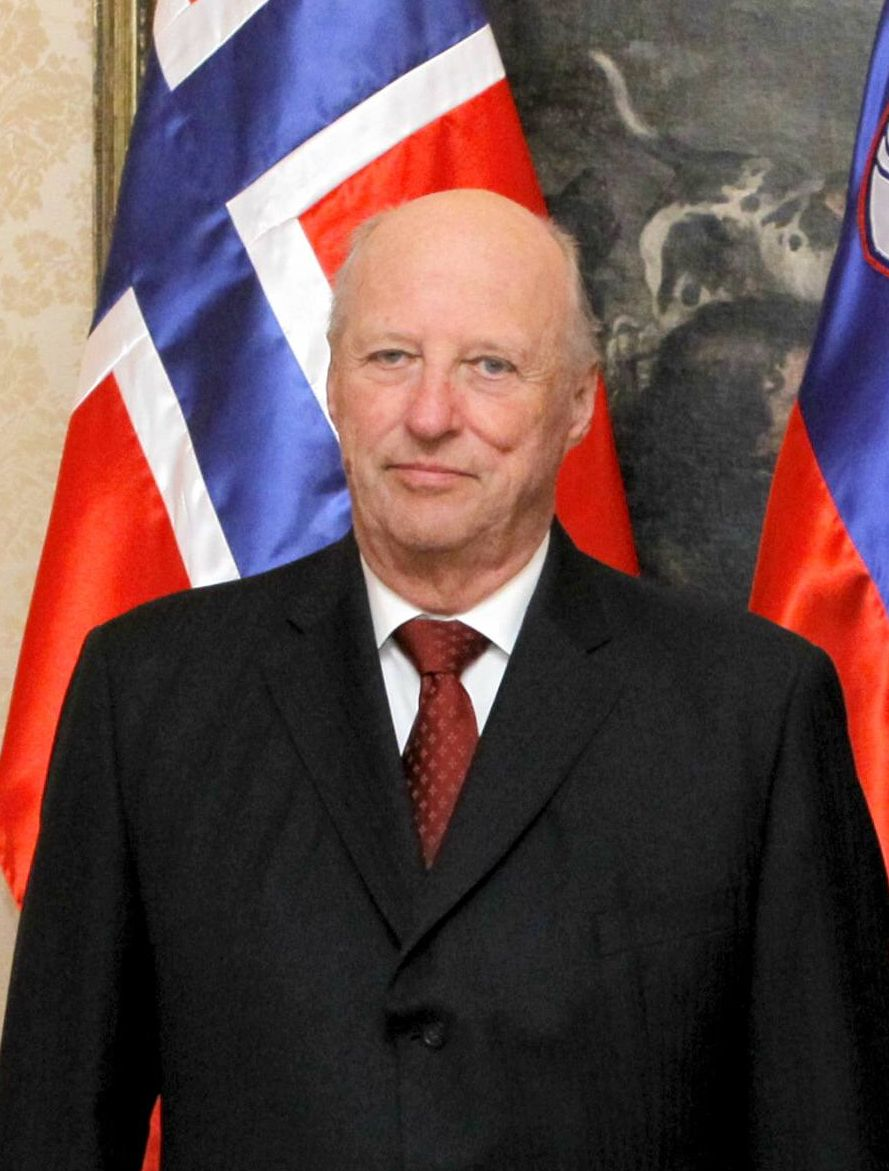
Le roi Harald V en 2011.

En tant que petit-fils de la reine Maud (née princesse de Grande-Bretagne), il figure, ainsi que sa famille, dans l'ordre de succession au trône britannique, à une place qui change régulièrement en raison des naissances et décès des autres personnes figurant plus haut dans la liste.

## Mariage et descendance
Le 29 août 1968 à Oslo, il épouse Sonja Haraldsen, une roturière qu'il fréquentait depuis neuf ans. Elle est la fille de Karl August Haraldsen et de Dagny Ulrichsen.
Après une fausse couche en 1970, le couple a deux enfants :
- la princesse Märtha Louise, née le 22 septembre 1971 ;
- le prince Haakon Magnus, né le 20 juillet 1973.

## Titres et honneurs

Monogramme royal.

Le roi est général à quatre étoiles, amiral et officiellement le commandant suprême des forces armées norvégiennes.

### Titulature
- 21 février 1937 - 21 septembre 1957 : Son Altesse Royale le prince Harald ;
- 21 septembre 1957 - 17 janvier 1991 : Son Altesse Royale le prince héritier de Norvège ;
- depuis le 17 janvier 1991 : Sa Majesté le roi de Norvège.

### Décorations nationales

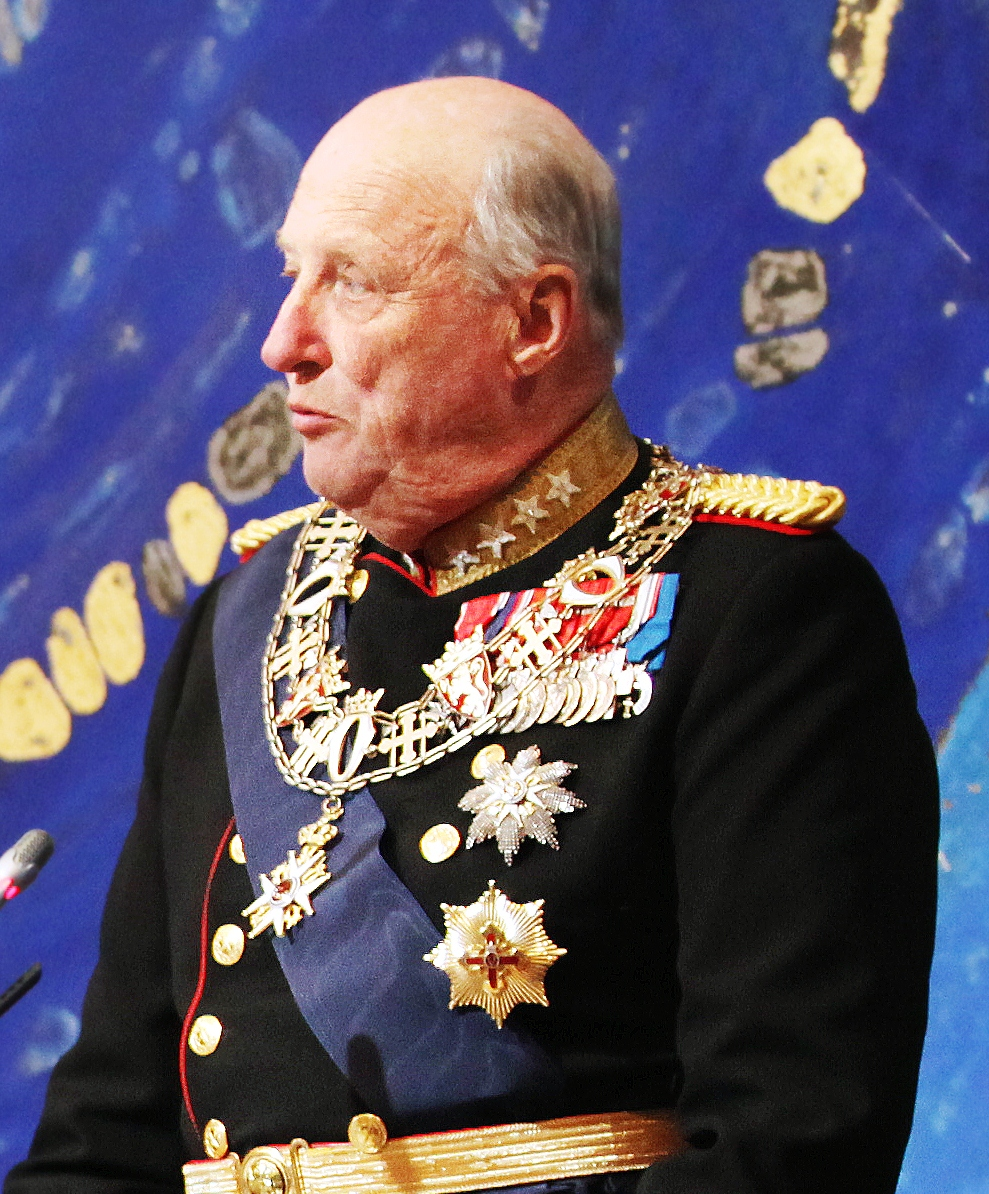
Le roi Harald V en tenue royale (15 octobre 2013).

- Grand maître de l'ordre de Saint-Olaf - grand-croix avec collier
- Grand maître de l'ordre du Mérite - grand-croix
- Médaille de Saint-Olaf
- Médaille du service de défense avec branche de laurier
- Médaille du centenaire de la maison royale
- Médaille commémorative d'Haakon VII du 1er octobre 1957
- Médaille du jubilé d'Haakon VII 1905-1955
- Médaille commémorative d'Olav V du 30 janvier 1991
- Médaille du jubilé d'Olav V
- Médaille du centenaire d'Olav V
- Médaille du service de défense avec trois étoiles
- Médaille du service national avec trois étoiles
- Insigne d'honneur du Krigsdeltakerforbundet
- Insigne d'honneur de la Croix-Rouge norvégienne (en)
- Insigne d'honneur des officiers de réserve
- Médaille du Mérite en or de la Société navale
- Insigne d'honneur de la Société norvégienne de tir
- Médaille du centenaire de la Confédération norvégienne des sports
- Médaille commémorative en or de la Société norvégienne de tir
- Insigne d'honneur en or de la Société militaire d'Oslo

### Décorations étrangères
- Grand-croix de l'ordre de Bonne Espérance (Afrique du sud)
- Grand-croix, classe spéciale, de l'ordre fédéral du Mérite (Allemagne)
- Grande étoile de l'ordre du Mérite (Autriche)
- Grand cordon de l'ordre de Léopold (Belgique)
- Grand collier de l'ordre de la Croix du Sud (Brésil)
- Première classe de l'ordre de Stara Planina (Bulgarie)
- Chevalier du grand ordre de Mugunghwa (Corée du Sud)
- Grand-croix de l'ordre du Roi Tomislav (Croatie)
- Chevalier de l'ordre de l'Éléphant (Danemark)
- Grand commandeur de l'ordre royal de Dannebrog (Danemark)
- Chevalier de l'ordre de la Toison d'or (Espagne)
- Grand-croix avec collier de l'ordre de Charles III (Espagne)
- Collier de l'ordre de la Croix de Terra Mariana (Estonie)
- Commandeur grand-croix de l'ordre de la Rose blanche (Finlande)
- Grand-croix de l'ordre de la Légion d'honneur (France)
- Grand-croix de l'ordre du Sauveur (Grèce)
- Grand-croix avec collier de l'ordre du Mérite (Hongrie)
- Grand-croix avec collier de l'ordre du Faucon (Islande)
- Grand-croix avec collier de l'ordre du Mérite (Italie)
- Grand-croix avec collier de l'ordre du Chrysanthème (Japan)
- Grand-croix avec collier de l'ordre d'Hussein (Jordanie)
- Grand-croix de l'ordre de Vytautas le Grand (Lituanie)
- Grand-croix de l'ordre du Lion d'or de la maison de Nassau (Luxembourg)
- Grand-croix de l'ordre d'Adolphe de Nassau (Luxembourg)
- Grand-croix de l'ordre du Lion néerlandais (Pays-Bas)
- Grand-croix de l'ordre de la Couronne (Pays-Bas)
- Commandeur de l'ordre de l'Arche d'or (Pays-Bas)
- Médaille de la reine Beatrix (Pays-Bas)
- Grand-croix de l'ordre de l'Aigle blanc (Pologne)
- Grand-croix avec collier de l'ordre de l'Infant Dom Henrique (Portugal)
- Grand collier de l'ordre de Saint-Jacques de l'Épée (Portugal)
- Grand-croix de l'ordre d'Aviz (Portugal)
- Collier de l'ordre de l'Étoile de Roumanie (Roumanie)
- Chevalier grand-croix de l'ordre royal de Victoria (Royaume-Uni)
- Chevalier étranger de l'ordre de la Jarretière (Royaume-Uni)
- Médaille du jubilé d'or d'Élisabeth II (Royaume-Uni)
- Première classe de l'ordre de la Double croix blanche (Slovénie)
- Chevalier avec collier de l'ordre des Séraphins (Suède)
- Médaille du roi Charles XVI Gustave (Suède)
- Collier de l'ordre de la maison royale de Chakri (Thaïlande)
- Collier de l'ordre de la Chula Chom Klao (Thaïlande)
- Collier de l'ordre de la République (Turquie)
- Grande étoile de l'ordre de l'Étoile de Yougoslavie (Yougoslavie)

### Autres distinctions
- Clés de la ville de Newcastle upon Tyne
- Clés de la ville de Cork
- Médaille du 90e anniversaire du roi Gustave V
- Médaille du 50e anniversaire du roi Charles XVI Gustave
- Médaille de l'intronisation de la reine Beatrix
- Insigne commémoratif du centenaire de la maison royale de Grèce
- Ordre olympique en 1994
- Docteur honoris causa de l'université Waseda[9]